# Стадії розвитку груп за Такменом
Стадії розвитку груп за Такменом (англ. forming, storming, norming and performing) — модель групової динаміки, запропонована Брюсом Такменом у 1965 році.

## Стадії розвитку груп
- Forming — Формування
- Storming — Конфлікт(-ування)
- Norming — Нормування
- Performing — Ефективна робота

Стадії розвитку груп були вперше запропоновані Брюсом Уейном Такменом в 1965 році, який стверджував, що всі ці фази є необхідними і неминучими для того, щоб група (команда) розвивалась, була готовою до викликів, вирішувала проблеми, знаходила рішення, планувала роботу і досягала результатів. Ця модель стала основою для розвитку наступних концепій. Точкою відліку розвитку команди є новоутворення однодумців, яких об'єднує спільна мета.

## Модель розвитку групи (за Такменом Б. В.)

### Довідкова інформація про розвиток теорії формування команди
Кожна команда проходить через п'ять стадій розвитку. Ось як були встановлені ці п'ять етапів.
- Перші чотири етапи

росту команди (team growth) були вперше заявлені Брюс Уейн Tuckman в його публікації 1965 року (дати посилання на основну статтю Такмана). Його теорія, названа «Стадії Такмена» («Tuckman's Stages») була заснована на дослідженнях командної динаміки. Ним було опрацювано роботи 50 авторів по досліджуваній темі і він вважав тоді (і це є загальним переконанням сьогодні), що ці етапи є неминучими для того, щоб команда доросла до точки, де вона функціонує спільно-ефективно і забезпечує високу якість результату.
- П'ятий етап «Закриття» (Adjourning)

було додано у 1977 році Такменом спільно з Мері Енн Дженсен. Стадія Adjourning виникає, коли команда завершує поточний проект. Вони (члени команди) можуть приєднуватися до інших команд або переходити до іншої роботи в найближчому майбутньому, а також команда може бути розформована. Для високопродуктивної команди закінчення проекту приносить почуття смутку, адже члени команди фактично стали як один (одне ціле), а тепер їхні шляхи мають розійтися. А точкою початку розвитку є об'єднання людей для спільного функціонування. Ця теорія лягла в основу багатьох пізніших інших концепцій.

### Додаткові виміри, окрім стадій
В першій своїй класичній роботі окрім 4-х стадій Такмен ввів в науковий оборот стосовно розвитку групи поняття «Структури групи» і «Завдання діяльності»:
- Структури групи (Group structures)
- Завдання діяльності (Task activities)

Ці додаткові виміри були названі «сферами групової життєдіяльності» Орбан-Лембрик Л. Б. в підручнику «Соціальна психологія».

### Таблиця 1: Стадії розвитку групи
Нижченаведена Таблиця 1 підсумовує стадії з описом зв'язаних з ними структур групи і завдань діяльності
(Table 1 below summarizes the stages with a description of their associated group structures and task activities)
| Stages of Group Development                                   | Group Structure | Task Activity | Стадії розвитку групи                                       | Структура групи | Завдання діяльності |
| Table 1:                                                      | The pattern of interpersonal relationships; the way members act and relate to one another.                         | The content of interaction as related to the task at hand.                                                                 | Таблиця 1:                                                  | Характер (патерн) міжособистісних відносин; спосіб членів команди діяти і зв'язуватися один з одним.               | Зміст взаємодії, пов'язано із завданням.                                                                                     |
| Forming: orientation, testing and dependence                  | Testing and dependence                                                                                             | Orientation to the task | Формування: орієнтація, тестування і залежність             | Testing and dependence                                                                                             | Орієнтація на завдання |
| Storming: resistance to group influence and task requirements | Intragroup conflict                                                                                                | Emotional response to task demands                                                                                         | Конфлікт: стійкість до впливу групи і вимог завдань         | Внутрішньогруповий конфлікт                                                                                        | Емоційна відповідь на вимоги задачі                                                                                          |
| Norming: openness to other group members                      | In-group feeling and cohesiveness develop; new standards evolve and new roles are adopted                          | Open exchange of relevant interpretations; intimate, personal opinions are expressed                                       | Нормування: відкритість по відношенню до інших членів групи | У групі почуття і згуртованість розвиваються; нові стандарти розвиваються і нові ролі приймаються                  | Відкриті обміну відповідними інтерпретаціями, інтимні, особисті думки виражені                                               |
| Performing: constructive action                               | Roles become flexible and functional; structural issues have been resolved; structure can support task performance | Interpersonal structure becomes the tool of task activities; group energy is channeled into the task; solutions can emerge | Ефективна робота: конструктивні дії                         | Ролі стають гнучкими і функціональними, питання структури вирішені, структура може підтримувати виконання завдання | Міжособистісна структура стає інструментом завдань діяльності; енергія групи спрямовується на задачу; може виникнути рішення |
| Adjourning: disengagement                                     | Anxiety about separation and termination; sadness; feelings toward leader and group members                        | Self-evaluation | Закриття: розчеплення                                       | Тривога з приводу розділення та припинення; печаль; почуття по відношенню до лідера і членів групи                 | Само-розвиток |

### Формування
У стадії формування, особисті відносини характеризуються залежністю. Члени групи покладаються на безпечну стереотипну поведінку і звертаються до лідера групи за керівництвом та настановами. Члени групи мають прагнення до прийняття групою і потребують переконатися, що група є безпечною. Вони приступили до збору вражень і даних про подібності і розходження між ними для формування переваг майбутніх підгруп. Встановлюються прості правила поведінки, щоб уникнути суперечок. Уникнення серйозних тем і почуттів. Користувачі намагаються стати орієнтованими на завдання, а також один на одного. Обговорення центрується по визначенню всього обсягу завдань, підходів і подібних важливостей. Щоб вирости з цієї стадії до іншої, кожен член повинен відмовитися від комфорту безпечних (незагрожувальних) тем і зважитись на ризик конфлікту.

### Конфліктування
Наступний етап, названий «конфліктуванням», або «штормом» характеризується конкуренцією і конфліктом у сферах і особистісних відносин, і організаційних задач. Найбільш дискомфортна фаза розвитку групи, подібно до підліткового віку.

### Нормування
На цьому рівні команда приходить до того, що вибирається загальна мета і створюється загальний план для команди. Деяким доведеться відмовитися від своїх власних ідей і погодитися з іншими учасниками, щоб діяти командно.

### Виконання
На рівні виконання команди можуть функціонувати як одне ціле, так як вони знаходять методи зробити роботу ефективно без недоречних конфронтацій і/або без зовнішнього контролю.

## Подальший розвиток

### Закриття і перетворення (Adjourning and Transforming)
У 1977 році Такмен, спільно з Мері Енн Дженсен, додано п'ятий етап в першопочаткові чотири: Закриття [1], який включає в себе завершення завдання і розпуск команди.

### Нормування і Re-нормування (Norming and Re-norming)
Тімоті Біггс припустив, що може бути додатковий етап Norming після Forming та перейменування традиційного Norming в етап Re-Нормування (Re-Norming). Це доповнення призначене для відбиття того, що є період після Формування (Forming), де продуктивність команди поступово поліпшується, і втручання лідера, можливо, задоволеного досягнутим рівнем продуктивності, буде перешкоджати команді прогресувати через стадію Storming до істинної продуктивності. Це ставить акцент на команду і роль лідера на етапі штурму (Storming) як активатора для того, щоб домогтися успіху. Занадто багато «дипломатії» або «миротворчості», особливо в ролі лідера може перешкодити команді для повної реалізації свого потенціалу.

### Внесок Alasdair A. K. White і Джона Fairhurst у розвиток TPR-моделі
Alasdair A. K. White разом зі своїм колегою Джоном Fairhurst, дослідивши послідовність розвитку запропоновану Такменом, розвинули її в TPR-модель Уайта (White) і Fairhurst. Вони спростили послідовність і згрупували Forming-Storming-Norming стадії разом, як Transforming-фазу, яку вони ототожнюють з початковим рівнем продуктивності. Наступною є Performing-фаза, яка призводить до якісно нового рівня продуктивності, яку вони називають Reforming-фаза. Їх робота отримала подальший розвиток в есе Уайта «Із Зони Комфорту до Продуктивного Менеджменту» («From Comfort Zone to Performance Management») *, в якому він демонструє зв'язок роботи Такмена з теорією «подолання циклу» («coping cycle») Colin Carnall і теорією комфортної зони (Comfort Zone Theory).

### Вітчизняні та СНД-концепції розвитку групи, враховуючі модель Такмена
- за Кричевським Р. Л.[4]

Кричевський, аналізуючи класичну роботу Такмена, відмічає такі аспекти:
• «Б. Такмен звертає увагу на зв'язок між обома сферами групової активності, не розкриваючи, на жаль, конкретно, в чому змістовно складається цей зв'язок. Не отримує конкретизації і інша важлива авторська теза — про взаємовплив сфер. На думку автора, їх розвиток йде паралельно один одному: зміна в одній із сфер супроводжується зміною в іншій. Але як реально співвідносяться обидві сфери, яка з них генетично є первинною, основною? Відповідь на це питання у Б. Такмена відсутня. А між тим зазначене питання представляється нам досить серйозним, оскільки за ним стоїть цілком певне розуміння розвитку групового процесу або як такого, що відбувається за якимись своїми внутрішніми, особливими, тільки даній групі властивими закономірностями, або як обумовленого більш широкими, що лежать за межами даної групи причинами.»
• Кричевський також вважає, що «облік відносин, що складаються тільки в двох зазначених сферах, не є ще достатньою для характеристики рівня групового розвитку. Необхідно введення додаткового параметра, що дає уявлення про зв'язки конкретної малої групи з іншими малими групами і тієї соціальною організацією, в яку всі ці групи включені. Іншими словами, мова повинна йти про виявлення показника розвитку міжгрупових відносин як індикатора включеності малої групи в систему цілей більш великого соціального організму, що дозволить віддиференціювати елементи корпоративності (у розумінні Л. І. Уманського) від справді колективістських проявів».
- за Уманським